# Octava Calle Suroeste
La 8.ª Calle Suroeste o Octava Calle Suroeste es una calle secundaria del cuadrante suroeste de Managua, Nicaragua. Se extiende en sentido este-oeste, iniciando desde el Centro histórico de Managua y finalizando en la zona de Loma Verde.

## Trazado
Su recorrido comienza en la Avenida Bolívar, cerca del núcleo fundacional de Managua. Cruza avenidas importantes como la NIC-2 y la 27.ª Avenida Suroeste, continuando hasta la 42.ª Avenida Suroeste, donde concluye en áreas residenciales del suroeste de la ciudad.

## Intersecciones principales
- Avenida Bolívar (Managua) – Conexión con el centro histórico
- NIC 2  – Arteria nacional hacia León y Occidente
- 27.ª Avenida Suroeste – Acceso a barrios intermedios
- 38.ª Avenida Suroeste – Entrada a Loma Verde

## Barrios que atraviesa
- Centro histórico
- Monseñor Lezcano
- Loma Verde

## Coordenadas
12°8′24″N 86°17′15″O / 12.14000, -86.28750